# Nösel
Nösel, auch Nößel, Oessel, Oeßel, Ösel oder Pinte, war eine bis ins 20. Jahrhundert gebräuchliche Maßeinheit.
Die Einheit wurde im Einzelhandel sowie in der Küche verwendet. Nösel war in verschiedenen Regionen dem Schoppen, dem Seidel oder dem Mäßchen gleich.

## Flüssigkeitsmaß
Eine Maßkette für Nösel war
- 1 Fuder = 4 Oxhoft = 6 Ahm = 15 Eimer = 24 Anker = 240 Stübchen = 480 Ma(a)ß/Kanne = 960 Quartier = 1920 Nösel.[3]

Ein Nösel entsprach ungefähr 450 Milliliter. Dieses Maß unterlag regional stärkeren Schwankungen; so entsprach ein Nösel
- in Dresden 467,5 Milliliter,[4]
- in Leipzig 601,9 Milliliter,
- in Bremen 402,2 Milliliter,
- in Mansfeld 500 Milliliter und
- in Emden als Biernösel 511 Milliliter.[5]

Das Nöselmaß war zumeist ein Flüssigkeitsmaß (sehr selten ein Gewichtsmaß), das sich von Kanne ableitete. Eine Kanne enthielt oft zwei Nösel. In den einzelnen deutschen Regionalstaaten war das Volumen dieser Maße unterschiedlich groß, selbst innerhalb des Königreichs Sachsen. Die Dresdner Kanne enthielt gut 0,94 Liter, das Nösel rund 0,47 Liter. Wurde aber nach der „Leipziger (Schenk-)Kanne“ gemessen, dann ging es um 1,2 Liter, beim Nösel folglich um 0,6 Liter. Das Nöselmaß diente im Kleinverkauf und im Haushalt zum Abmessen von Hülsenfrüchten, Sämereien und anderen Schüttgütern.
Auch in Sachsen galten die vorgenannten Maße offiziell bis zum Jahre 1868, dann wurde das metrische System (Meter, Gramm, Liter usw.) eingeführt. Im privaten Bereich aber hielten sich die alten Maße noch Jahrzehnte.

## Flächenmaß
In Thüringen gab es eine Besonderheit. Dort war das Nösel ein Aussaatmaß, d. h. ein Maß für die Ackerfläche, die mit einem Nösel Saatgut bestellt werden konnte. Das waren 14,6 Quadratmeter.

## Salzmaß
In den Salzwerken von Halle war
- 1 Nösel = ½ Quart[2]
- 7 ½ Nösel = 8 ½ Pfannen

## Holzmaß
In Meißen nutzte man das Maß für Holz.
- 1 Nösel = 1/10 Klafter[2]